# Мамедов, Мовсум Шахин оглы
Мовсум Шахин оглы Мамедов (азерб. Mövsüm Şahin oğlu Məmmədov; род. 6 июня 1967, Косалар, Нагорно-Карабахская автономная область, Азербайджанская ССР) — азербайджанский офицер полиции, майор, Национальный герой Азербайджана.

## Биография
Родился 6 июня 1967 года в селе Косалар Ходжалинский район. Окончил здесь же школу в 1984 году. С 1985 по 1987 год служил в Советской армии. Трудовую деятельность начал в 1988 году в Шуше. А с 1990 года служил в органах внутренних дел.

### Первая карабахская война
Во время резни в Ходжалах спас жизни многих мирных жителей. В 1994 году был назначен командиром отделения Управления полиции Шушинского района. Окончил в 1998 году Полицейскую академию МВД Азербайджана.
Женат. Двое детей.
Указом президента Азербайджанской Республики № 533 от 25 февраля 1997 года Мамедову Мовсуму Шахин оглы было присвоено звание Национального героя Азербайджана.